# Прикордонний пункт Рава-Руська-Гребенне
Прикордонний пункт Рава-Руська-Гребенне — україно-польський автомобільний прикордонний пункт, розташований у Люблінському воєводстві Томашівського повіту, у гміні Любича Крулевська у місті Гребенне.

## Опис
Прикордонний пункт Рава-Руська — Гребенне з місцем пропуску з українського боку в Раві Руські був відкритий у 1991 році, працює 24/7. Дозволено необмежений пасажирський і вантажний рух і малий прикордонний рух. Обсяг контролю: прикордонний контроль, митний контроль, ветеринарний контроль, фітосанітарний контроль, санітарний контроль, товарний контроль якості агропродовольчої продукції.
У 2004 році розпочалася модернізація прикордонного переходу, яка з польського боку завершилася 26 лютого 2007 року, а реконструкція української частини ще тривала.
До прикордонного переходу пролягає українська міжнародна дорога М09, яка збігається з трасою європейської траси E372. З польської сторони національна дорога 17 (у перспективі швидкісна дорога S17).

## Галерея

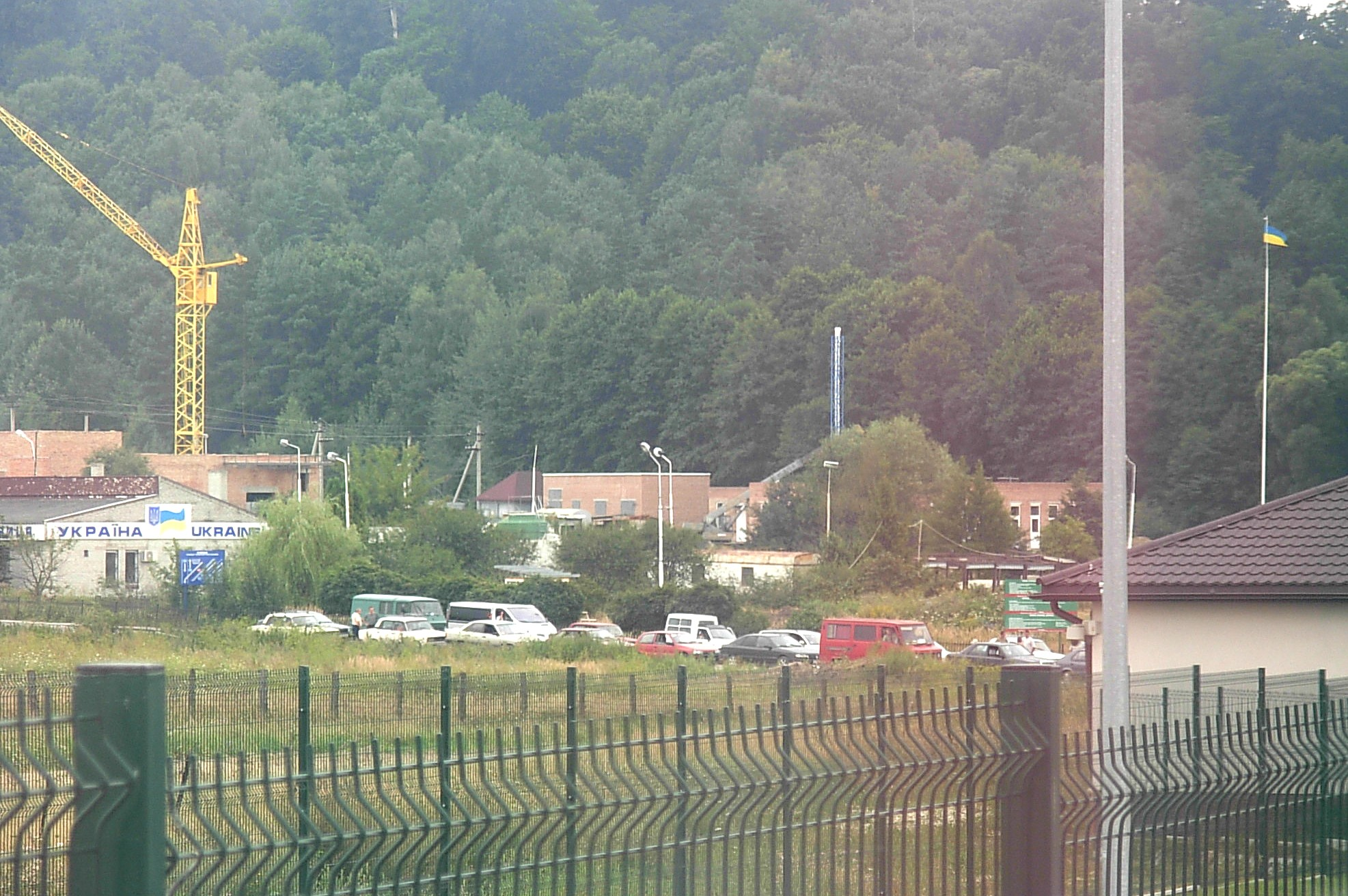
Вигляд з боку Польщі (серпень 2007)
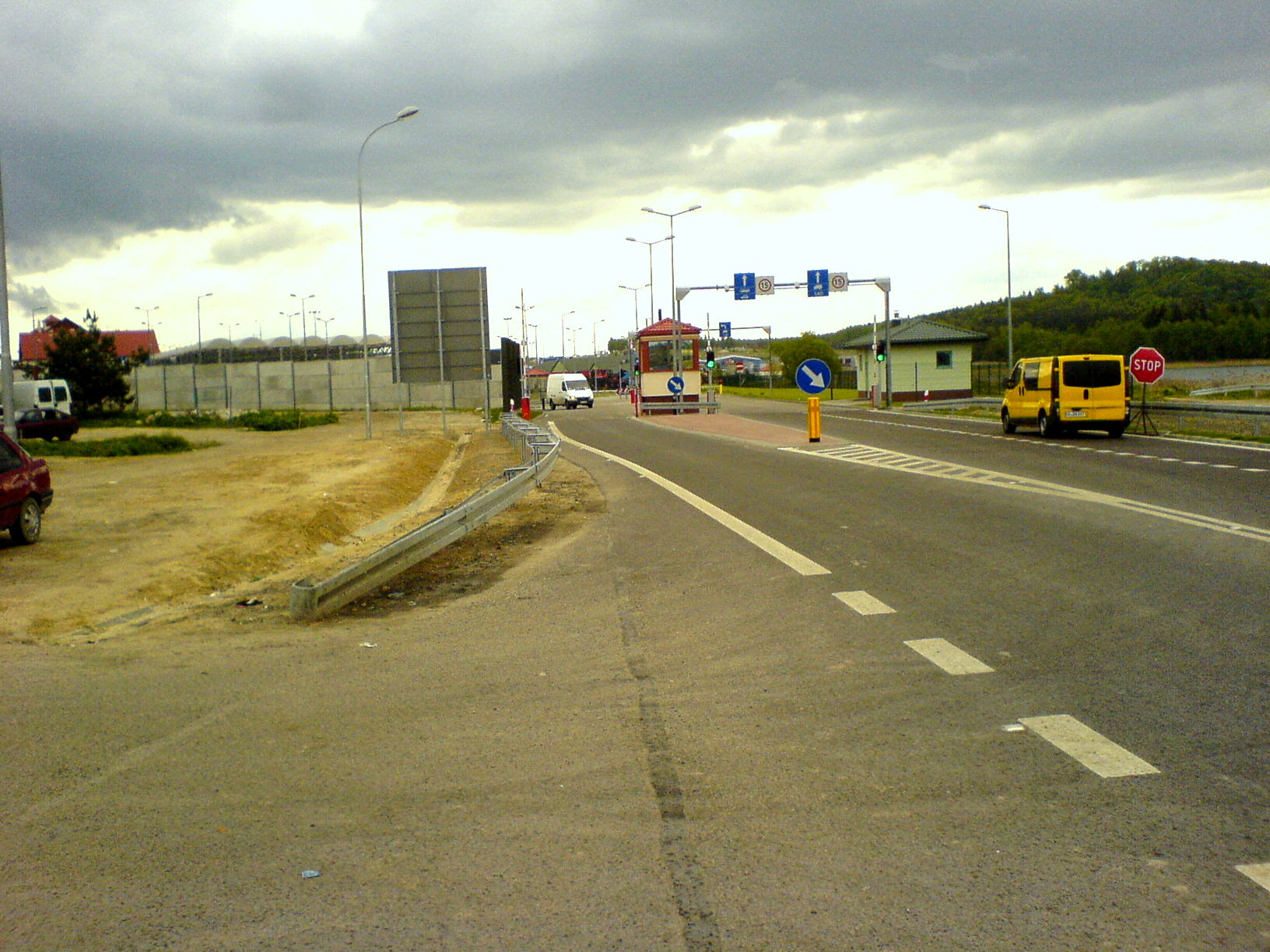
Вид з польського боку (травень 2008)
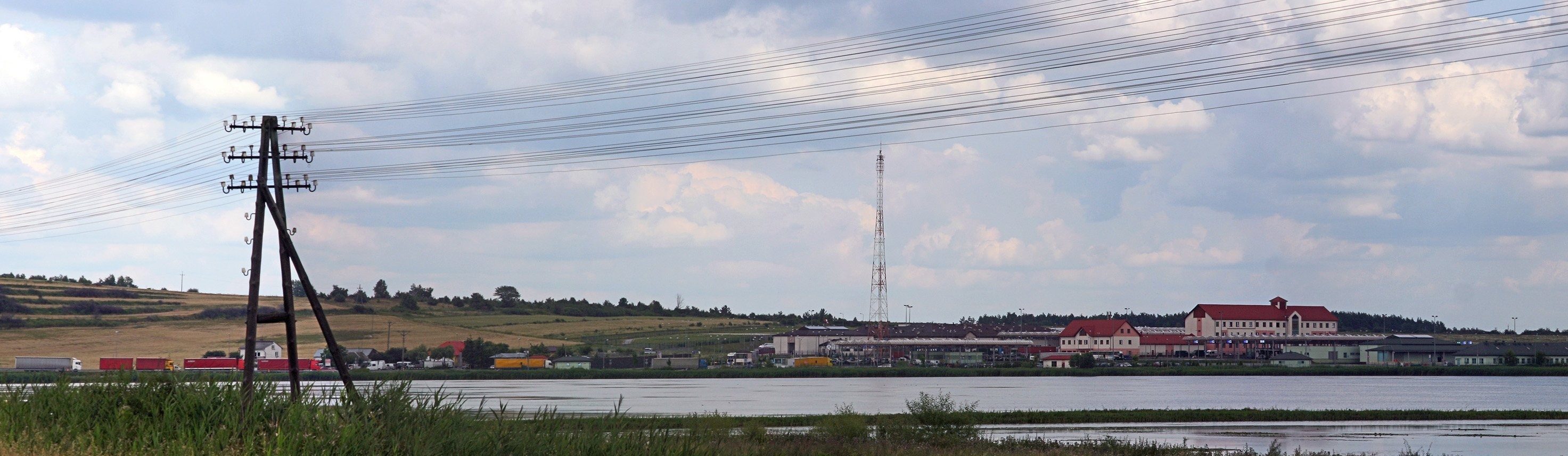
(липень 2013)

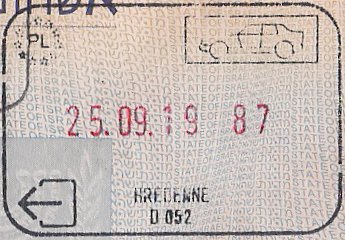
Польський штамп
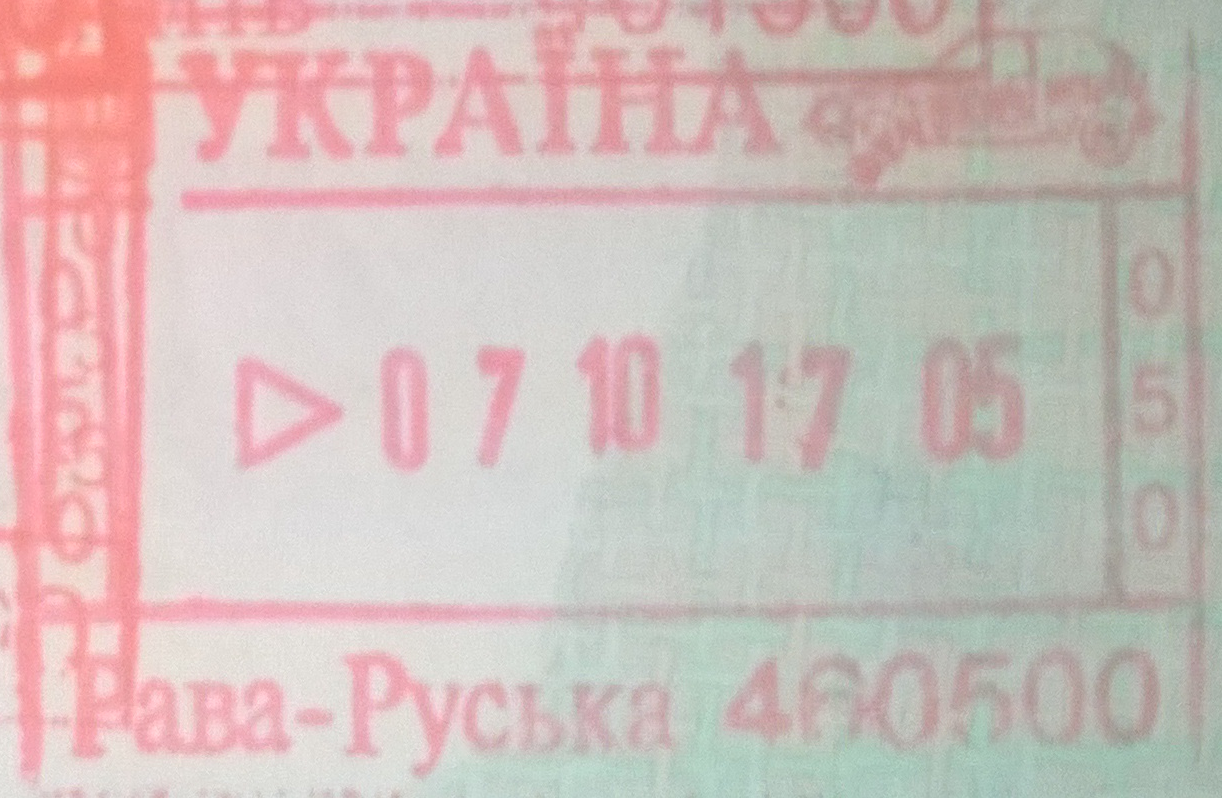
Український штамп